# Delphine Maréchal
Delphine Maréchal (Aix-en-Provence, 21 de septiembre de 1972) es una deportista francesa que compitió en natación sincronizada. Ganó tres medallas de plata en el Campeonato Europeo de Natación entre los años 1991 y 1997.

## Palmarés internacional
| Campeonato Europeo | Campeonato Europeo      | Campeonato Europeo | Campeonato Europeo |
| Año                | Lugar                   | Medalla            | Prueba             |
| ------------------ | ----------------------- | ------------------ | ------------------ |
| 1991               | Atenas (Grecia)         | Medalla de plata   | Equipo             |
| 1993               | Sheffield (Reino Unido) | Medalla de plata   | Equipo             |
| 1997               | Sevilla (España)        | Medalla de plata   | Equipo             |